# Abbey Dore
Abbey Dore – wieś i civil parish w Anglii, w hrabstwie Herefordshire. Leży 16 km na południowy zachód od miasta Hereford i 198 km na zachód od Londynu. W 2011 roku civil parish liczyła 385 mieszkańców